# 저당권
저당권(抵當權)은 담보물권의 일종으로서 채권자가 채무자 또는 제3자(물상보증인)의 채무담보로서 제공한 부동산 또는 부동산물권(지상권·전세권)을 인도받지 않고 다만 관념상으로만 지배하여 채무의 변제가 없는 때에 그 목적물로부터 우선변제를 받는 권리를 말한다(대한민국 민법 제356조) 저당권은 약정담보물권으로서 금융을 얻는 수단이 되고, 투자의 매개수단이 되고 있다. 저당권은 목적물의 점유를 이전하지 않고, 그 설정자가 여전히 물질적인 이용을 할 수 있다는 점에서 질권과는 근본적으로 다르다. 즉, 저당권은 목적물의 그 가치(교환가치)만을 객체로 하는 권리이므로 저당권은 질권과는 달리 목적물의 점유가 채권자에게로 이전되지 않고 목적물의 소유자(채무자)가 그 목적물을 자기 점유하에 그대로 직접 사용·수익하면서, 그것을 담보로 하여 융자를 받을 수 있는 길을 열어 준다는 특색이 있다. 말하자면 저당권은 저당물의 사용가치가 아니라 교환가치를 목적으로 하기 때문에 저당권은 영업자금을 획득하기 위한 수단으로서 점점 그 본령(本領)을 발휘하여 금융자본의 활약에 불가결한 제도이다. 또 저당권은 질권 설정이 불가능한 경우에도 담보제도로서 이용될 수 있다. 이러한 점에서 저당권은 질권보다 우월한 지위를 갖게 된다. 저당권은 원칙적으로 동산에 대해서는 설정할 수 없고, 또 설정되는 경우에도 그 실행절차가 비교적 번잡하기 때문에 금융기관에 의한 대출 이외에는 잘 이용되지 않고 있는 실정이다. 사금융에서는 오히려 변칙담보제도(예컨대, 가등기담보·양도담보·재매매의 예약·환매 등)가 많이 이용되고 있다.

## 저당권의 성립

### 저당권설정계약
저당권은 채권자(저당권자)와 채무자(저당권 설정자)와의 계약에 의하여 설정되고 그 설정·변경·소멸은 등기하지 않으면 제3자에 대항할 수 없다. 채무자 이외의 제3자가 타인의 채무 때문에 스스로의 재산에 저당권을 설정할 수도 있다. 이 제3자를 '물상 보증인'이라고 한다.

### 저당권의 목적물
저당권의 목적물은 원칙적으로 부동산에 한하지만 자동차저당법·항공기저당법·중기저당법 등의 특별법에 의하여 자동차·항공기·중기 등에 대해서 등록 또는 등기제도가 마련되어 그러한 동산도 저당할 수 있게 되었다. 또한 보통은 1부동산·1동산에는 1저당권이 설정되는 것이지만 다수의 동산이나 부동산으로 조직되는 재단, 예컨대 공장재단·광업재단 등을 목적으로 하는 재단저당 등도 있다.

### 피담보채권의 범위
저당권에 의하여 담보되는 채권의 범위(피담보채권의 범위)는 설정계약의 내용에 의해서 정해진다. 원금을 정하고 이자·위약금(違約金)·저당권 실행의 비용 등에 대하여 아무런 규정을 하지 않았을 경우에도 당연히 그것들을 담보한다(360조 본문). 다만 민법은 후순위 저당권자나 일반 채권자를 보호하기 위하여 일정한 제한을 가하고 있다.  즉, 이자채권은 원칙적으로 저당권에 의하여 무제한으로 담보되나 채무불이행으로 인한 손해배상(遲延賠償·遲延利子)은 원본의 이행기간을 경과한 후의 1년분에 한한다(360조 단서).

## 저당권의 효력

### 저당권의 효력이 미치는 범위
저당권의 효력은 저당부동산에 부합된 물건과 종물에 미친다. (제358조 본문)

#### 부합물
부합물(附合物)은 저당권의 목적물에 부합하여 이것과 일체를 이루고 있는 물건을 말한다. 예를 들면 산림의 수목, 주택의 정원수·정원석 등이다. 저당권 설정 당시 이미 부합된 것은 말할 것도 없으며 설정 후에 부합된 물건에도 저당권이 미친다(358조). 다만 저당권자가 그 부동산에 대한 소유권, 지상권 또는 전세권을 취득한 제3자에 대하여는 압류한 사실을 통지한 후가 아니면 이로써 대항하지 못한다(359조). 저당지 위에 있는 건물은 별개의 독립된 부동산이며 부합물은 아니다.

### 우선변제적 효력

#### 저당권의 순위
두 개의 채권을 담보하기 위하여 동일한 부동산 위에 수개의 저당권을 설정하는 경우가 있다. 이러한 경우에 1번 저당·2번 저당이라는 식으로 순위가 정해지며(370조, 333조), 이 순위에 따라서 각 저당권이 실행된다. 각 저당권간의 순위는 등기의 전후(前後)에 의한다. 공경매에서 저당권과 유치권이 경합하는 경우에는 유치권 대상물이 저당권 성립당시 존재하였는가의 유무에 따라서 만약 존재하지 않았다면 유치권은 소멸되고 만약 대상물이 존재하였다면 유치권은 인수대상에 포함된다.

### 저당권의 실행

#### 담보권실행경매에 의한 저당권실행
저당권의 실행방법으로서 가장 흔히 행하여지는 방법으로 경매법이 정하는 절차에 의해서 목적물을 경매하여 그 대금으로부터 우선변제를 받는 경매절차(競賣節次)가 있다. 적법한 경매의 신청이 있는 때에는 법원은 경매개시 결정을 하여 이것을 저당목적물의 소유자에게 송달함과 동시에 경매신청의 촉탁등기를 한다(경매 26조, 27조). 경매개시 결정을 한 때에는 법원은 경매기일과 경락기일을 정해서 공고함과 동시에 이해관계인에게 통지한다(경매 30조). 이 경우 저당권자·저당권설정자는 물론 제3자도 경매인이 될 수 있다(363조 2항). 경락허가 결정이 확정되면 경락인은 일정한 기일 안에 대금을 법원에 완납하여야 한다(경매 34조 1항). 그리하여 법원은 그 대금에서 경매비용을 공제하고 제3자가 저당부동산에 관해서 필요비 또는 유익비를 지출한 때에는 그 상환을 하고 잔액을 순위에 따라 담보권자와 전세권자에게 지급한다(경매 34조 2·3항 참조). 만약에 경락인이 대금지급기일에 완납하지 않을 때에는 직권으로써 '재경매'에 붙인다(민소 648조 이하 참조).

#### 담보권실행경매에 의하지 않은 저당권실행: 유저당(저당직류)
유저당(流抵當) 또는 저당직류(抵當直流)는 채권이 변제되지 않을 때 즉시 저당물을 채권의 변제에 충당하여 채권자의 소유로 돌아가게 하는 것을 말한다. 저당권에 있어서는 질권에 있어서와 같이 이것을 금지하는 규정(339조 참조)이 없기 때문에 유저당의 특약은 폭리 행위가 되지 않는 한 유효하다.

### 저당권과 용익관계
저당권과 제3자의 용익권이 충돌하는 경우에 제3자의 용익권의 운명은 권리의 순위를 비교하여 결정된다. 저당권이 설정되기 전에 제3자가 목적물에 대한 용익권을 가지고 있었다면, 저당권이 실행된다 하더라도 제3자는 용익권을 가지고 담보권실행경매의 매수인에게 대항할 수 있다. 그러나 저당권이 먼저 설정되고 그 후 제3자가 용익권을 취득한 경우라면 제3자의 용익권은 저당권의 실행으로 소멸한다. 용익권과 저당권의 관계는 부동산에 설정된 최고순위의 저당권과 순위를 비교하여 정해지는 것이고, 경매신청인과의 순위의 우열을 비교하여 정해지는 것이 아니다.

#### 법정지상권
토지와 그 위의 건물을 소유한 자가 토지 또는 건물 중 하나에만 저당권을 설정할 때 경매의 결과 토지와 건물의 소유자가 별개의 사람이 되는 경우가 있다. 그렇게 되면 건물의 소유자는 그 건물을 위한 토지의 이용권을 갖지 못하므로 건물을 철거해야만 하게 된다. 그래서 민법은 거기에 지상권이 당연히 설정된 것으로 보고 있다(366조). 이것을 법정지상권(法定地上權)이라고 한다. 다시 말하면 토지와 그 위의 건물을 소유하는 A가 그 토지 자체만을 저당하고 경매의 결과 B가 그 토지를 취득할 때에는 B는 그 지상의 A의 건물을 위하여 당연히 지상권의 부담을 감수해야 하며, A가 건물만을 저당하고 C가 경락하여 그 건물을 취득할 때에는 C는 당연히 그 건물로 인하여 지상권을 취득한다. 지대는 당사자의 청구에 의하여 법원이 정한다. 법정지상권은 토지와 건물을 동시에 저당했을 때도 적용되나, 토지를 저당한 후에 건물이 건축됐을 경우에는 적용되지 아니한다.
법정지상권이 성립되려면 저당권이 성립될 당시에 건물이 존재하였어야 한다. 만의 하나 지주가 땅을 담보로 건물을 공사하는 도중 땅의 소유권이 경매로 넘어가는 경우 저당권 성립시에 건물이 존재하지 않았고 건물의 존재목적을 위한 저당권 설정이라면 법정지상권은 성립되지 않으며 유치권 역시 성립되지 않고 토지를 낙찰받은 지주는 건물을 철거할 권리를 가진다.

#### 제3취득자의 보호
저당 부동산을 양수한 자 또는 그 위에 지상권이나 전세권 설정을 받은 자를 제3취득자(弟3取得者)라고 한다. 제3취득자는 아직 저당권이 실행되지 않은 기간에는 아무런 지장 없이 저당 부동산을 보유할 수 있으나, 일단 채무자가 변제를 태만한 결과로 저당권이 실행되어 타인에게 경락되었을 때에는 저당 부동산의 소유권을 박탈당하게 된다. 이러한 제3자의 불안한 지위를 보호하기 위해 민법은 특히 저당물의 소유권을 취득한 제3취득자는 경매인(競賣人)이 될 수 있다고 규정하고 있으며(363조 2항), 더 나아가 저당권자에게 그 부동산으로 담보된 채권을 변제하고 저당권의 소멸을 청구할 수 있도록 하였다(364조). 채권을 변제한 제3취득자는 채권자(저당권자)를 대위하고 채무자에 대하여 구상권을 가진다(법정대위：481조 참조).

#### 일반채권자의 보호
특별한 물적 담보권을 갖지 아니한 일반 채권자와 함께 저당권자가 변제를 받고 다시 그 부족액에 대하여 저당 부동산으로부터 특별히 변제를 받는 것으로 한다면 일반 채권자는 불리한 입장에 놓인다. 그래서 저당권자는 저당 부동산의 대가로써 변제를 받지 못한 채권의 부분에 대해서만 다른 일반 재산을 가지고 변제를 받을 수 있는 것으로 하여(340조·370조), 일반채권자를 보호하기 위한 이의권(異議權)을 허용하고 있다. 그러나 저당 부동산의 대가보다 먼저 다른 일반재산의 대가를 배당할 경우에도 저당권자가 우선 저당 부동산으로부터 변제를 받지 않으면 안 된다고 하면, 저당 부동산의 경매보다 먼저 일반 재산의 대가가 다른 채권자에 배당되어 저당권자는 저당 부동산으로부터 변제를 받지 못한 부족액에 대하여 일반재산으로부터 변제를 받을 기회를 잃게 된다. 그러므로 그러한 경우에는 저당권자는 즉시 일반재산의 배당에 가입할 수 있다(340조 2항, 370조).

### 저당권의 침해에 대한 구제

#### 증담보
증담보(增擔保)는 저당물이 훼손되었을 때 그것을 보충하고자 새로 담보를 증가하는 것을 말한다. 저당권 설정 후 저당권 설정자의 책임 있는 사유로 저당물의 가액이 현저히 감소되었을 때에는 저당권자는 저당권 설정자에 대하여 그 원상회복 또는 상당한 담보제공을 청구할 수 있다(저당권 보충청구권：362조).  그러나 이 경우를 제외하고는 특약이 없는 한 증담보를 청구할 수 없다. 그러나 담보물의 가격하락의 경우에 대비하여 이 특약이 행하여지는 경우가 많다.

## 저당권의 처분 및 소멸

### 전저당
전저당(轉抵當)은 저당권자가 저당권을 자기의 채무의 담보로 제공하는 것을 말한다. 저당권을 피담보채권으로부터 분리하여 저당권만을 담보로 제공하는 것이 허용된다면 그것은 투하자본을 회수하고 저당권의 유통성을 확보하는 수단이 될 것이다. 전에는 이것을 허용했었다. 그러나 현행 민법은 저당권을 피담보채권으로부터 분리하여 처분하는 것을 금하였으므로(361조) 저당권만을 담보로 제공하는 것은 할 수 없고 오직 피담보채권과 함께 입질할 수 있을 뿐이다. 따라서 민법하에서 전저당은 저당권부채권(抵當權附債權)의 입질에 불과하다.

### 저당권의 양도
투자의 매개라는 저당권의 본래의 기능을 다하기 위해서는 저당권의 유통성이 확보되어야 할 것이다. 그러나 민법은 저당권의 처분의 자유를 현저히 제한하고 있다(361조 참조). 즉, 전에는 저당권 또는 그 순위의 양도를 인정했으나 현행 민법은 '저당권 그 담보한 채권과 분리하여 타인에게 양도하거나 다른 채권의 담보로 하지 못한다'고 하여 저당권의 부종성을 강화하여 저당권의 양도는 저당권부채권(抵當權附債權)의 양도가 되었다. 따라서 저당권부채권의 양도에는 부동산 물권 변동의 일반법칙(물권적 합의와 등기가 효력요건)과 채권양도에 관한 규정(449조-452조)이 적용된다. 또 피담보채권이 법률의 규정에 의하여 이전하는 경우에도 저당권의 이전원칙(移轉原則)에는 다름이 없으며 단지 이 경우에는 등기 없이 저당권의 이전이 있을 따름이다(187조).

### 저당권의 소멸
저당권의 소멸에는 물권에 공통하는 소멸원인 및 담보물권에 공통하는 소멸원인(피담보채권의 소멸) 외에 경매·제3취득자의 변제 등에 의하여 소멸한다. 피담보채권이 소멸시효로 소멸하면 저당권도 따라 소멸함은 물론이다(369조). 그러나 저당권만이 단독으로 소멸시효에 걸리는 일은 없다. 주의할 것은 지상권 또는 전세권을 목적으로 저당권을 설정한 자는 저당권자의 동의 없이 지상권 또는 전세권을 소멸케 하여 그 결과로 저당권을 소멸하게 하지 못한다(371조 2항).

## 특수저당권

### 공동저당(총괄저당)
공동저당(共同抵當) 또는 총괄저당(總括抵當)이란 동일한 채권의 담보로서 수개의 부동산에 저당권을 설정하는 것(368조)을 말한다. 예를 들면, A가 36만원의 채권에 대하여 부동산 갑(금액 24만원)·을(16만원)·병(8만원)에 저당권을 설정하는 경우가 여기에 속한다. 담보력의 강화에 도움이 되는데 여기서는 차순위 저당권자를 보호할 필요가 있다. 그래서 예를 들면, 갑·을·병 전부가 경매되어 동시에 그 대가를 배당할 때에 A는 채권액 36만원을 각 부동산의 금액에 비례하여(갑에서 18만원, 을에서 12만원, 병에서 6만원) 우선적으로 취득할 수 있으며(368조 1항), 갑만 경매되어 그 대가를 배당할 때에는 A는 그 전액 24만원을 취득할 수 있다. 그러한 경우 B가 갑 부동산상에 6만원의 채권에 대하여 차순위 저당권을 설정해 놓았다면 B는 A에 대위(代位)하여 을에서 4만원, 병에서 2만원의 변제를 받을 수 있도록 되어 있다(368조 2항).

### 근저당
근저당은 계속적인 거래관계(예；當座貸越契約)로부터 장래 생기게 될 다수의 불특정 채권을 담보하기 위하여 담보물이 부담하여야 될 최고액을 정하여 두고 장래 결산기에 확정하는 채권을 그 범위 안에서 담보하는 저당권을 말한다(대한민국 민법 제357조). 장래의 채권의 담보이기는 하나 특정된 단일의 채권을 담보하는 것이 아니라, 증감 변동하는 일단의 불특정채권(不特定債權)을 최고한도 내에서 담보하는 점에 특색이 있다.

### 소유자 저당
소유자 저당(所有者抵當)은 자기 소유  부동산에 스스로 저당권을 설정하는 것을 말한다. 예를 들면 A와 B가 C소유의 부동산에 각각 1번 저당과 2번 저당을 갖고 있는 경우에 C가 A에게 채무 전액을 변제한 때에는 C가 자기의 부동산에 1번 저당권을 보류할 수 있는 제도이다. 독일 민법이 인정하는 합리적인 제도인데 대한민국 민법에서는 저당권의 부종성(附從性)이 강조되어 소유자저당은 혼동에서의 약간의 예외를 제외하고는(191조) 원칙적으로 성립하지 아니하며 이러한 경우에는 A의 1번 저당은 소멸되고 B의 2번 저당이 1번 저당으로 승격한다.

### 대한민국의 특별법상 저당

#### 입목저당
입목저당(立木抵當)은 입목을 목적으로 하여 설정하는 저당권을 말한다. 대한민국의 경우 입목은 민법상 토지의 정착물이며 가옥과 같이 독립한 부동산으로 취급되지 않는다. 따라서 원칙적으로 토지의 처분은 그 위에 생육하는 입목에 미친다. 그러나 명인(明認)방법을 취함으로써 독립한 물건으로서 지반에서 분리하여 거래의 목적으로 할 수 있다.

#### 재단저당
재단저당(財團抵當)은 저당뿐만 아니라 모든 담보물권은 하나의 담보물을 목적으로 성립하는 것이다. 이 이론을 관찰할 때는 공업·운수업 등의 대규모의 기업조직체를 담보에 넣어서 기업자금을 획득할 경우에 기업조직체는 다수의 담보물로서 해체되어 담보가치가 극도로 감소된다. 그래서 기업조직체를 하나의 재단으로 보고 그 교환가치 위에 저당권을 인정하는 특별법을 제정하게 되었다. 공장저당법·광업재단 저당법 등이 이것을 규정한다. 여기에서는 저당권자는 결국 이자의 명의로 기업이윤의 분배를 받는다.

#### 선박저당
선박저당(船舶抵當)은 등기(登記)한 선박 또는 건조(建造) 중의 선박을 목적으로 설정되는 저당권(상법 871조, 874조)을 말한다. 선박은 원래 동산이기 때문에 금전을 융통하기 위하여 담보로 할 때에는 질권을 설정하게 되는데 그렇게 한다면 선박의 점유를 이전하게 되어 선박소유자는 이용할 수 없게 되고 선박점유자도 이를 사용할 수 없으므로(330조, 335조) 사회의 경제면에서 볼 때 불리하다. 그러므로 선박의 점유를 이전하지 않는 담보물권을 설정하여야 할 필요에서 상법은 등기한 선박과 건조 중에 있는 선박을 목적으로 하는 저당권의 설정을 인정하고 선박을 목적으로 하는 질권의 설정을 금지하였다(상 873조, 874조). 이 선박저당권의 효력은 부동산의 저당권과 같이 선박·속구(屬具)에 대한 경매권(競賣權)과 우선변제권(優先辨濟權)이며 그 밖에 민법의 저당권에 관한 규정이 준용된다(상 871조 2항·3항).

#### 자동차 저당
자동차저당권(自動車抵當)은 '자동차저당법'에 의해 자동차에 인정된 동산저당권이다. 이 법은 자동차에 저당권을 설정하여 동산신용을 증진시킴으로써 자동차 운송사업의 건전한 발달을 기함을 목적으로 한다(자저 1조). 저당의 목적으로 되는 것은 '자동차관리법'에 의하여 등록을 받은 자동차이며(자저 2조), 그러한 자동차는 질권의 목적으로 하지 못하고 저당권의 목적으로 할 뿐이다(자저 8조). 자동차저당권은 민법의 저당권과 다르지 않으므로 자동차저당법에 규정한 것을 제외하고는 민법의 저당권에 관한 규정이 준용된다(자저 9조). 자동차저당권의 득실변경은 '자동차관리법'에 규정한 자동차등록원부에 등록을 하지 아니하면 그 효력이 발생하지 않는다(동법 5조). 수개의 채권을 담보하기 위하여 동일한 자동차에 저당권을 설정한 때에는 저당권의 순위는 등록의 선후에 따라서 정한다(370조, 333조 참조). 또한 자동차관리법에 의한 말소등록(抹消登錄)을 한 때의 저당권자에 대한 통지의무(자저 6조)와 저당권의 행사에서는 민법상의 저당과 달라 특유한 것이라고 할 수 있다(자저 7조).

#### 항공기저당
항공기저당(航空機抵當)은 '항공기저당법'에 의하여 항공기에 인정하는 저당권을 말한다. 이 법률은 항공기의 동산신용을 증진시킴으로써 고가의 항공기의 구입자금 등을 조달하기 위한 금융을 원활(圓滑)하게 하며 항공운송의 건전한 발달을 목적으로 한다(항저 1조). 저당을 목적으로 하는 항공기는 '항공법'에 의하여 등록된 항공기로서 비행기·회전익(回轉翼) 항공기에 한하며 활공기(滑空機)·비행선 등은 이에 포함되지 아니한다(항저 2조). 항공법에 규정하는 항공기등록원부에 등록을 하지 아니하면 그 효력이 생기지 아니하며 이것이 없으면 제3자에 대항할 수 없다(항저 5조). 자동차 저당법과 거의 비슷하다. 따라서 이에 관해서는 항공기 저당법에 규정한 것을 제외하고는 민법의 저당권에 관한 규정이 준용된다(항저 9조). 그리고 항공기는 질권의 목적으로 하지 못한다(항저 8조).

#### 중기저당
중기저당(重機抵當)은 '중기저당법'에 의하여 중기에 인정되는 저당권을 말한다. 이 법률은 중기의 동산 신용을 증진시킴으로써 건설사업의 원활한 수행을 기하게 함을 목적으로 한다(중저 1조). 여기에서 중기라 하는 것은 '중기관리법'에 의하여 등록된 중기를 말하며(중저 2조), 저당권을 설정하려면 '중기관리법' 7조 1항의 규정에 의한 중기등록원부에 등록하지 아니하면 그 효력이 발생하지 아니하며 이것이 없으면 제3자에 대항할 수 없다(중저 5조). 중기의 소유자는 저당권자를 해할 목적으로 저당권의 목적물인 중기를 훼손하거나 해체하지 못한다(중저 7조).

#### 어업저당
어업저당(漁業抵當). '수산업법' 2조 2항에는 '어업이라 함은 수산동식물을 채포(採捕) 또는 양식(養殖)하는 사업을 말한다'고 규정하고 있다. 어업은 면허어업(免許漁業)·허가어업(許可漁業)·자유어업(自由漁業)의 세 가지로 대별할 수 있다. 면허어업은 행정관청의 면허를 받아 어업권을 취득하여서 영위하는 어업이며(수산 8조, 24조), 허가어업은 면허어업 이외의 어업으로서 수산청장 또는 지방장관의 허가를 얻지 않고서는 영위할 수 없는 어업이고, 자유어업은 수산청장 또는 지방장관의 면허 또는 허가를 얻을 필요가 없는 어업이다. 수산업법은 면허어업을 다시 양식어업(養殖漁業)·정치어업(定置漁業)·공동어업(共同漁業)으로 나누고 있다(수산 8조). 면허어업 중에서 공동어업권을 제외하고 나머지 것은 저당권의 목적이 된다(수산 30조). 이들의 어업권이 저당권의 목적으로 된 경우에는 그 어장(漁場)에 정치(定置)한 공작물은 어업권에 부가(附加)하여 일체가 된 것으로 간주한다(수산 31조). 수산업법은 이 밖에도 어업권은 물권으로 하고, 토지에 관한 규정을 준용한다고 규정하여 부동산저당에 관한 규정이 준용된다(수산 24조).

#### 농지담보
농지를 담보로 제공하여 농업 자금을 원활히 조달하게 하여 농가경제(農家經濟)의 향상을 도모하려는 목적으로 제정된 것이 '농지담보법'이다(농지 1조). 농지담보라고 하는 것은 농지담보법에 의하여 농업협동조합 및 대통령령(大統領令)이 정하는 법인이 '농지개혁법', 2조의 규정에 의한 농지를 객체(客體)로 한 저당권을 말한다(농지 2조.·3조). 저당권자가 될 수 있는 자를 농업협동조합과 대통령령이 정하는 법인으로 제한한 것은 농업과 관계가 없는 자에게 농지를 귀속시키는 것은 농지 개혁법의 정신에 위배되기 때문이다. 농지담보권의 성질은 민법상의 저당권과 다를 것이 없으며 다만 다음과 같은 특별규정이 있다.   즉 저당권의 실행에 있어서 담보농지 이외의 다른 농가의 이익을 위한 규정을 두었다(농지 4조, 5조). 또 농지저당권 기관은 선이자(先利子)를 원금에 가산하지 못하게 하여 담보농지 소유자를 보호하고 있다(농지 6조).

#### 증권저당
저당권은 투자의 수단이므로 저당권을 자유로이 양도하도록 하여 투자자본을 자유로이 유동화하도록 하지 않으면 아니 된다. 증권저당은 이러한 요구에 응하기 위하여 증권에 화체(化體)된 저당권을 말한다. 이것에 의하여 저당권은 동산화하고 그 거래는 유가증권으로서의 민활성·안전성을 취득하기 때문에 부동산의 투자가 극히 원활하게 된다. 독일 민법은 증권저당을 원칙으로 하고, 등기에 의하여 공시할 뿐이고 증권화할 수 없는 것(등기저당：Buchhypothek)을 예외(例外)로 한다. 토지금융기관이 저당권을 취득하고, 이것을 소액의 증권저당으로 분할하여 팔 때에는 영세한 자금을 이끄는 작용을 하게 되는데 독일에는 그러한 제도가 있으나 대한민국에는 없다. 다만 담보부사채(擔保附社債)가 약간 유사한 제도라고 할 수 있다(담보부사채 신탁법 참조).

## 같이 보기
- 근저당
- 질권
- 유치권